# Münzenberg (Alemanha)
Münzenberg é um município da Alemanha, situado no distrito de Wetterau, no estado de Hesse. Tem 31,63 km² de área, e sua população em 2019 foi estimada em 5.777 habitantes.